# Fritz Kirchhofer
Fritz Kirchhofer, eigentlich Friedrich Wilhelm Kirchhofer (* 26. September 1895 in Lörrach; † 1946 in Grassau, Oberbayern) war ein deutscher Journalist und Schriftsteller.

## Herkunft und Familie
Kirchhofer wurde im badischen Lörrach geboren. Er ging im nahe gelegenen Basel (Schweiz) zur Schule. Über seine Ausbildung ist nichts bekannt. Seine Eltern waren Heinrich Kirchhofer und Lydia Kirchhofer, geborene Biasini. Mit 25 Jahren ging Kirchhofer die erste Ehe ein. Am 28. April 1921 heiratete er in Brombach bei Lörrach Hilda Berta Spohn (* 26. Juni 1899; † unbekannt). Wann die Ehe aufgelöst wurde, ist unbekannt. Mit 37 Jahren heiratete er noch einmal, nämlich am 31. Dezember 1932 in Berlin-Dahlem Edith Ahders (* 19. Dezember 1909; † unbekannt).

## Karriere im Journalismus
Ihm gelang der Einstieg in den Journalismus als Mitarbeiter der linksliberalen Frankfurter Zeitung. Beim Chefredakteur des Berliner Tageblatts, Theodor Wolff, verschaffte er sich Aufmerksamkeit, als er 1924 vom Abflug eines Zeppelins in Friedrichshafen am Bodensee berichtete. Er wollte auch am Flug selbst teilnehmen, aber er fand keinen Sponsor für die Kosten. Wolff holte ihn jedoch nach Berlin.
Kirchhofer übernahm beim Tageblatt 1925 die Leitung des Lokalteils Berliner Stadtblatt und des Sportteils. Dem Medienhistoriker Bodo-Michael Baumunk zufolge interessierte er sich wenig für Lokaljournalismus, aber umso mehr für den Sport, besonders für Boxsport und Motorsport. Deshalb reiste er als Sonderberichterstatter zu großen Ereignissen und Rennen wie der Rallye Monte Carlo und baute die Berichterstattung über neue Automodelle aus. Diese Interessen teilte er mit dem Feuilletonchef Fred Hildenbrandt, mit dem er persönlich befreundet war, so dass die Grenzen zwischen den Ressorts durchlässig waren.
Er beteiligte sich an der Gründung des „Deutschen Auto-Clubs“ (DAC), der sich 1931 in „Deutscher Reichs-Auto-Club“ (DRAC) umbenannte. Im Gegensatz zu anderen Motorsportvereinen gab er sich betont republiktreu. Er zählte viele jüdische Autobesitzer als Mitglieder, was später in der nationalsozialistischen Diktatur rasch zu politisch gewollter Neuorganisation führte  (ab 1934 „Auto-Club 1927 e. V.“, ab 1936 „Jüdischer Auto-Club e. V.“, aufgelöst 1938).
Der Verlag Mosse, in dem das Tageblatt und seit 1927 das 8-Uhr-Abendblatt – National-Zeitung erschienen, geriet um 1930 in große finanzielle Schwierigkeiten und stand zur Jahreswende 1932/33 in einer Existenzkrise. Mit dem Beginn der nationalsozialistischen Diktatur wurde der Druck auf die jüdische Eigentümerfamilie und die linksliberal ausgerichteten Redaktionen immens. Zeitweise wurde das 8-Uhr-Abendblatt verboten. Um das Weitererscheinen zu sichern, einigte sich der Verlag mit Hermann Göring, Reichsminister und Reichskommissar für das preußische Innenministerium (und damit quasi preußischer Innenminister) im März 1933 darauf, dass der jüdische Chefredakteur Hermann Zucker fristlos entlassen wurde. An seine Stelle trat Kirchhofer. Noch im selben Jahr wurde das 8 Uhr-Abendblatt zahlungsunfähig. Im Dezember 1933 wurde es an Kirchhofer und den bisherigen Anzeigen- und Werbeleiter Georg Macknow (später Verleger des Flensburger Tageblatts) verkauft. Deren Zeitungsunternehmen überlebte jedoch nur bis 1935, da es sich wirtschaftlich nicht durchsetzen konnte und politisch unter Druck geriet. Kirchhofers und Macknows 8 Uhr-Abendblatt GmbH wurde bereits im März 1935 liquidiert.

## Roman- und Sachbuchautor
Nach dieser Episode zog sich Kirchhofer, der sich „gegen das Hitlertum exponiert hatte, völlig aus der Journalistik zurück“, hieß es in einem Nachruf in der New Yorker jüdisch-deutschen Wochenzeitung Aufbau. Dem Nachruf zufolge bescheinigte ihm auch die linksliberale schweizerische National-Zeitung in Basel (heute Basler Zeitung), deren Korrespondent er zeitweise gewesen war, „dass ihn die Gedankenwelt echter Demokratie bis zu seinem Tode beseelte“.
Tatsächlich wurde er nun als Roman- und Sachbuchschriftsteller tätig, und er führte seinen eigenen Fritz Kirchhofer Verlag in der Wiesbadener Straße 13 in Berlin-Friedenau mit einem Buchprogramm, wobei er Werke von Zeitungskollegen verlegte. Er veröffentlichte 1934 einen Unterhaltungsroman, Piraten im Äther – ein abenteuerlicher Roman, der die Recherchen eines jungen Journalisten in einem großen Zeitungsunternehmen mit romantischen Nebenstrecken spannend erzählte. Es geht um einen mysteriösen geheimen Radiosender und um einige Romanzen. Kirchhofer erhielt bei großen Blättern einiges Lob. Der Frankfurter General-Anzeiger schrieb, „Kirchhofer kann komponieren wie [Edgar] Wallace und noch besser schreiben“. Er führte den Reiseführer Über schöne Landstraßen… ein Auto- und Reisetourenbuch fort, den er bereits 1933 noch im Mosse-Verlag mit Herrmann Schreiber publiziert hatte. Neue Auflagen erschienen ab 1935 im eigenen und dann im Curt Zschäpe-Verlag Leipzig, welcher eng mit Kirchhofers eigenem Verlag zusammenarbeitete und diesen praktisch übernahm. 1937 folgte bei Zschäpe der Roman Kathrin, gib acht! über eine Artistin, die aus dem fahrenden Volk im ländlichen Umfeld kommt und nach dörflichen Gaukler-Auftritten den Glanz der Bühnen der Großstadt-Varietés erfährt.
Kirchhofer starb im Alter von 52 Jahren im oberbayerischen Grassau an einem Herzschlag.

## Schriften (Auswahl)
- mit Hermann Schneider: Über schöne Landstraßen… ein Auto- und Reisetourenbuch. Berlin : Rudolf Mosse Buchverlag; 1933, 2. Aufl. (1935) Verlag Kirchhofer, Berlin-Friedenau / C. Zschäpe, Leipzig.
- Piraten im Äther : ein abenteuerlicher Roman. Verlag Fritz Kirchhofer, Berlin-Friedenau, 1934
- Kathrin, gib acht! C. Zschäpe, Leipzig, 1935